# Cypholomia drosocapna
Cypholomia drosocapna là một loài bướm đêm trong họ Crambidae.